# Traceroute
traceroute 혹은 tracert는 인터넷을 통해 거친 경로를 표시하고 그 구간의 정보를 기록하고 인터넷 프로토콜 네트워크를 통해 패킷의 전송 지연을 측정하기 위한 컴퓨터 네트워크 진단 유틸리티이다.
IPv6(인터넷 프로토콜 버전 6)의 경우 도구는 traceroute6 및 tracert6라는 이름으로 되어 있는 경우가 있다.

## 리눅스에서의 사용 예
```
$
 
traceroute
 
-w
 
3
 
-q
 
1
 
-m
 
16
 
example.com
traceroute
 
to
 
example.com
 
(
93
.184.216.34
)
,
 
16
 
hops
 
max,
 
52
 
byte
 
packets

 
1
  
192
.x.x.x
 
(
192
.x.x.x
)
  
5
.152
 
ms

 
2
  
10
.x.x.x
 
(
10
.x.x.x
)
  
12
.767
 
ms

 
3
  
172
.x.x.x
 
(
172
.x.x.x
)
  
11
.638
 
ms

 
4
  
172
.x.x.x
 
(
172
.x.x.x
)
  
13
.193
 
ms

 
5
  
xxx.x.x.x.cox.net
 
(
68
.x.x.x
)
  
20
.624
 
ms

 
6
  
xxx.xxx.xxx.edgecastcdn.net
 
(
192
.x.x.x
)
  
56
.205
 
ms

 
7
  
xxx.xxx.xxx.edgecastcdn.net
 
(
192
.x.x.x
)
  
24
.573
 
ms

 
8
  
*

 
9
  
*

10
  
93
.x.x.x
 
(
93
.x.x.x
)
  
22
.810
 
ms

11
  
93
.x.x.x
 
(
93
.x.x.x
)
  
20
.235
 
ms

```